# Thelma Houston
Thelma Houston, nata Thelma Jackson (Leland, 7 maggio 1946), è una cantante e attrice statunitense.

## Biografia
Debutta nel 1969 con l'album Sunshower, e l'anno successivo ottiene un contratto con la prestigiosa etichetta Motown Records, con la quale registra i suoi lavori di maggior successo.
Il suo brano più celebre è sicuramente la cover del 1976 di Don't Leave Me This Way originariamente registrata da Harold Melvin & the Blue Notes. Nel 1977 Don't Leave Me This Way fa ottenere alla Houston un Grammy Award come "migliore performance femminile R&B".
Negli anni ottanta ha lavorato anche come attrice in alcune serie televisive fra cui Simon & Simon e Faerie Tale Theatre.
Nel 1994 nell’omonimo disco Thelma Houston incide una versione americana del brano E tu come stai di Claudio Baglioni, intitolato The way you are.
Nel 2002 ha collaborato con il chitarrista blues/fusion Scott Henderson, registrando l'album Well To The Bone.

## Discografia
Album
- 1969 – Sunshower (ABC/Dunhill Records, DS 50054)
- 1972 – Thelma Houston (MoWest Records, MW 102 L)
- 1975 – I've Got the Music in Me (Sheffield Lab., LAB-2) a nome Thelma Houston & Pressure Cooker
- 1976 – Any Way You Like It (Tamla Records, T6-354S1)
- 1977 – Thelma & Jerry (Motown Records, M6-887S1) a nome Thelma Houston & Jerry Butler
- 1977 – The Devil in Me (Tamla Records, T7-358R1)
- 1978 – Two to One (Motown Records, M7-903R1) a nome Thelma Houston & Jerry Butler
- 1978 – Ready to Roll (Tamla Records, T7-361R1)
- 1979 – Ride to the Rainbow (Tamla Records, T7-365R1)
- 1979 – Deep Deep Soul (Koala Records, KO 14288)
- 1980 – Breakwater Cat (RCA Victor Records, AFl1-3500)
- 1981 – Never Gonna Be Another One (RCA Victor Records, AFL1-3842)
- 1982 – Reachin' All Around (Motown Records, 603ML)
- 1983 – Thelma Houston (MCA Records, MCA-5395)
- 1984 – Qualifying Heat (MCA Records, MCA-5527)
- 1990 – Throw You Down (Reprise Records, 9 26234-2)
- 1994 – Thelma Houston (Fonit Cetra, CDL 378)
- 2007 – A Woman's Touch (Shout! Factory, 826663-10567)
- 2017 – Summer Nights (P-Vine Records, PCD-4552)